# Sclerolobium striatum
Sclerolobium striatum là một loài loài thực vật họ Đậu (Fabaceae).
Loài này chỉ có ở Brasil.